# 김칠봉
김칠봉은 대한민국의 드라마 연출가이다. 

## 연출

### 드라마
- 2019년 MBC 아침 일일연속극 《모두 다 쿵따리》(공동연출)
- 2021년 MBC 저녁 일일연속극 《두 번째 남편》(연출)
- 2023년 MBC 미니시리즈 《넘버스:빌딩숲의 감시자들》(연출)